# التعدين في أستراليا

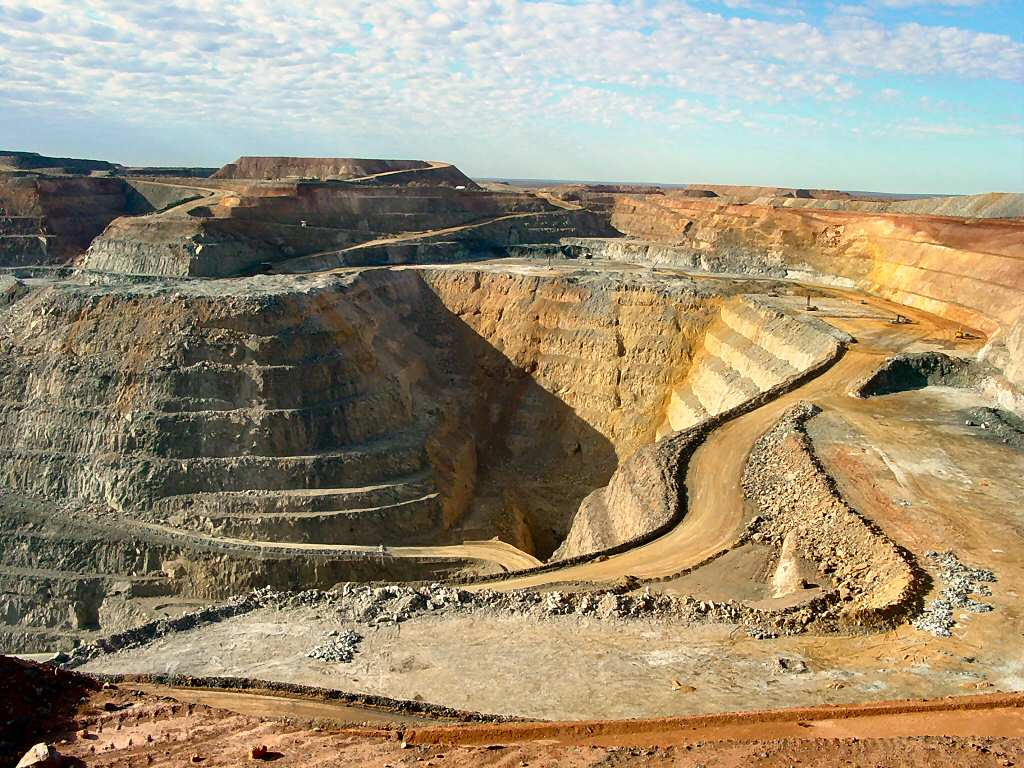
منجم الذهب الحجري سوبر في ميل الذهبي في كالغورلي في غرب أستراليا، أكبر منجم مفتوح في أستراليا

أما البالغين الذين يعملون في صناعة التعدين كنسبة مئوية من السكان البالغين في أستراليا، فقد قسموا جغرافيا حسب المنطقة الإحصائية المحلية، وذلك اعتبارا من تعداد عام 2011

يعد التعدين في أستراليا صناعة أولية هامة ومساهمة في الاقتصاد الأسترالي ومن الناحية التاريخية شجع ازدهار التعدين أيضا الهجرة إلى أستراليا ويتم استخراج العديد من الخامات والمعادن المختلفة في جميع أنحاء البلاد.
ويولد التعدين 138 بليون دولار سنويا وهو ما يمثل أكثر من نصف (54 في المائة) من مجموع السلع والخدمات. وهو يساهم بنسبة 6-7٪ من الناتج المحلي الإجمالي في أستراليا أكثر بكثير من الزراعة (3٪) أو السياحة (2٪). وتوظف هذه الصناعة 187.400 شخص مباشرة (حوالي 2٪ من القوى العاملة) و 599.680 آخرين في الصناعات الداعمة وبالإضافة إلى صادرات المعادن والخامات المباشرة فإن البلد أيضا مطور رئيسي لخدمات التعدين والمعدات والتكنولوجيا وكان للتعدين أثر بيئي كبير في بعض مناطق أستراليا
وتعد أستراليا من أكبر منتجى العديد من المنتجات المعدنية في العالم بما في ذلك الألومنيوم والنحاس والذهب والحديد والرمال المعدنية والزنك والفحم.

## التاريخ
وساهم التعدين مساهمة كبيرة في منع الإفلاس المحتمل للمستعمرات المبكرة في أستراليا. تم اكتشاف الفضة والنحاس في وقت لاحق في جنوب أستراليا أربعينيات القرن التاسع عشر، مما أدى إلى تصدير خام وهجرة عمال المناجم المهرة والصهر. وكانت المعادن الاقتصادية الأولى في أستراليا الفضة والرصاص في فبراير 1841 في غلين أوزموند وهي الآن ضاحية أديلايد في جنوب أستراليا وتم فتح مناجم بما في ذلك ويل غاولر وويال واتكينز بعد فترة وجيزة. وقد طغى على قيمة هذه المناجم باكتشاف النحاس في كابوندا (1842) وبورا (1845)  وفي منطقة مثلث النحاس (مونتا وكادينا ووالارو) وفي الجزء العلوي من شبه جزيرة يورك (1861).

### الذهب يندفع

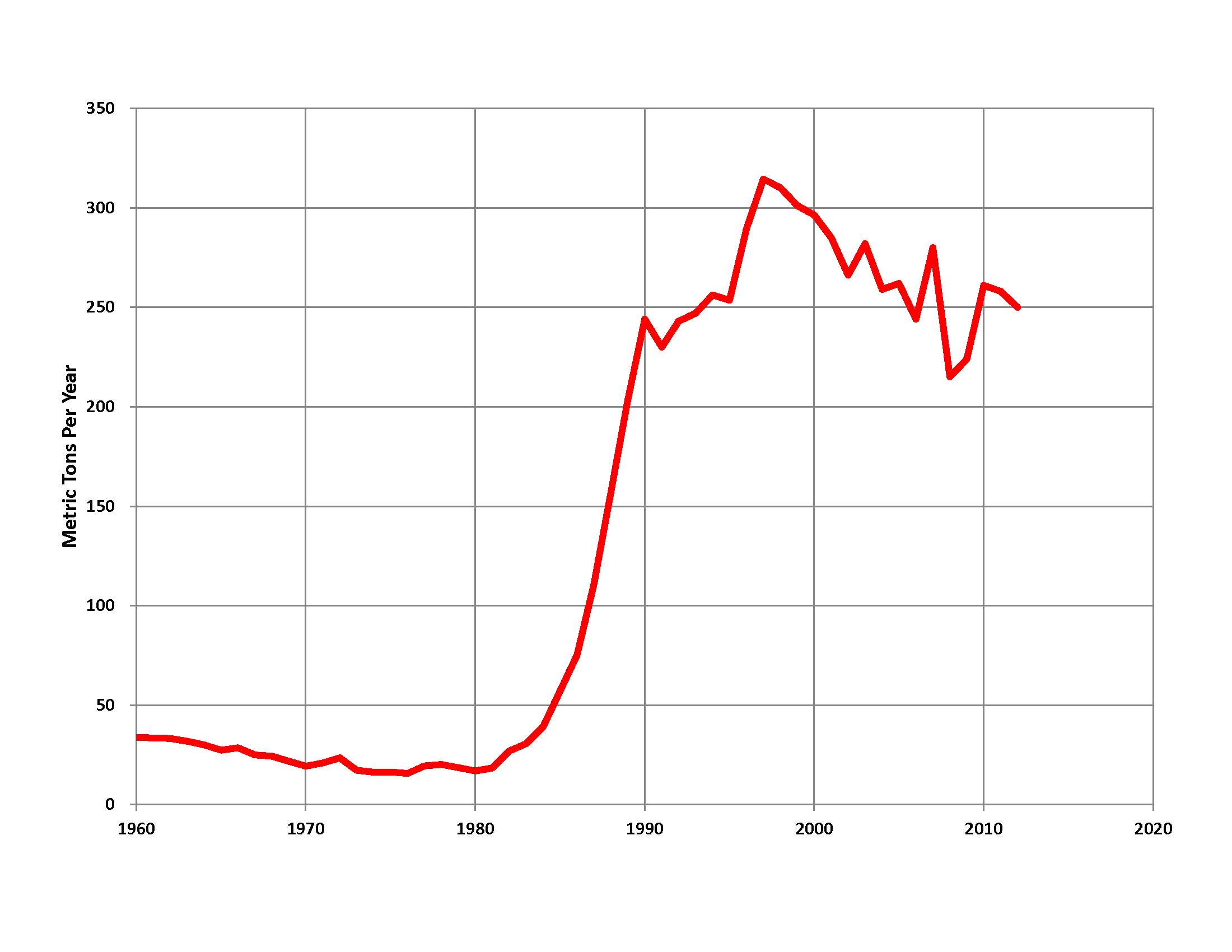
أستراليا منجم إنتاج الذهب 1960-2012

في عام 1851 تم العثور على الذهب بالقرب من أوفير نيو ساوث ويلز وبعد أسابيع تم العثور على الذهب في مستعمرة فيكتوريا التي أنشئت حديثا وكان الذهب الأسترالي يندفع ولا سيما فيكتوريا الذهبية راش له تأثير كبير دائم على فيكتوريا وعلى أستراليا ككل. تدفق الثروة التي جلبت الذهب سرعان ما جعلت أغنى مستعمرة فيكتوريا أستراليا إلى حد بعيد ومبورن أكبر مدينة في الجزيرة وبحلول منتصف خمسينيات القرن التاسع عشر تم إنتاج 40٪ من الذهب العالمي في أستراليا.
تغير عدد سكان أستراليا بشكل كبير نتيجة للاندفاع الذهبي: في عام 1851 كان عدد السكان 437.655 نسمة وبعد ذلك بعقد كان 1.151.957 نسمة وكان النمو السريع في الغالب نتيجة للأصوات الجديدة (المهاجرين الجدد من المملكة المتحدة ودول الكومنولث الأخرى) الذين ساهموا في «الاندفاع». على الرغم من أن معظم حقول الذهب فيكتوريا استنفذت بنهاية القرن التاسع عشر وعلى الرغم من أن الكثير من الأرباح أعيدت إلى المملكة المتحدة إلا أن هناك ثروة كافية لا تزال قائمة لتمويل التنمية الكبيرة للصناعة والبنية التحتية.

## المواقع

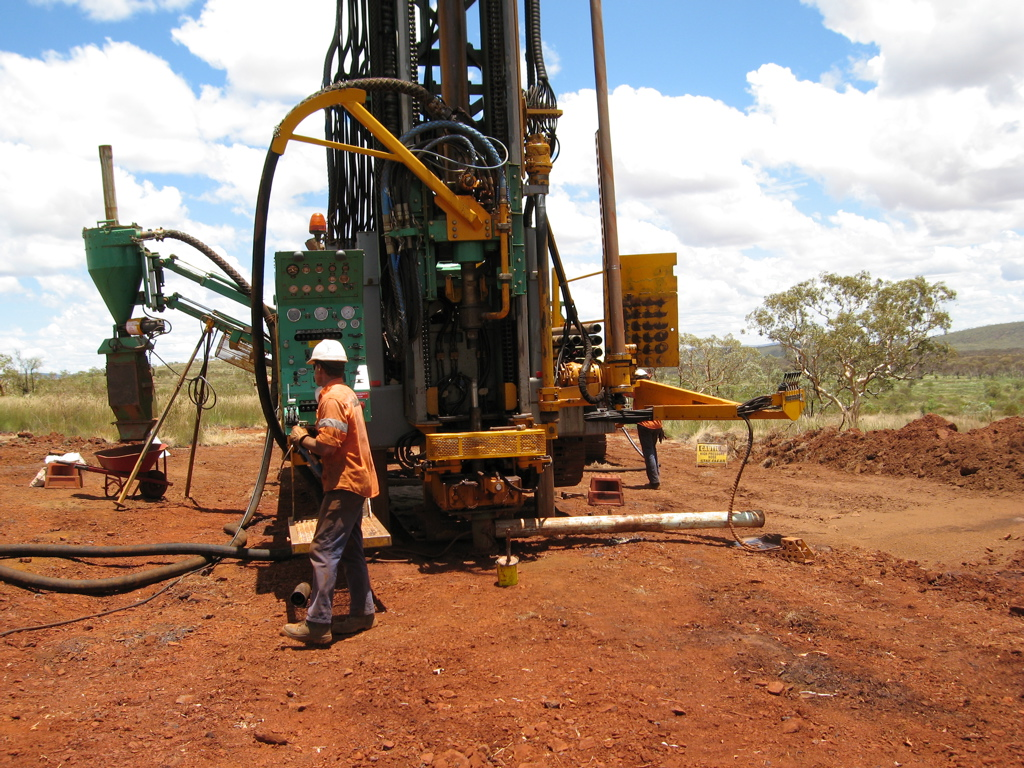
الحفر في المنطقة C خام الحديد الحديد، 95 كم (59 ميل) من نيومان غرب أستراليا.

ولدى أستراليا نشاط تعدين في جميع ولاياتها وأقاليمها وتشمل مناطق ذات أهمية خاصة اليوم مناطق غولدفيلدس وبيل وبيلبرا في غرب أستراليا ومنطقة هنتر في نيو ساوث ويلز وحوض بوين في كوينزلاند ووادي لوبروب في فيكتوريا وأجزاء مختلفة من المناطق النائية ومن المعروف أن أماكن مثل كالغورلي وجبل عيسى وجبل مورغان وبروكين هيل وكوبر بيدي البلدات التعدين.
وتشمل المناجم الرئيسية النشطة في أستراليا ما يلي:
- السد الأولمبي في جنوب أستراليا منجم النحاس والفضة واليورانيوم يعتقد أن لديها أكبر مورد لليورانيوم في العالم.
- مناجم الدهب السطحيه التي حلت محل عدد من المناجم تحت الأرض بالقرب من كالغورلي غرب أستراليا

للحصول على قائمة أكثر شمولا من المناجم في أستراليا انظر المناجم في أستراليا

## المعادن والموارد
كميات كبيرة من المعادن والموارد:

خام المعادن الأسترالية والصادرات الفصلية المعدنية (مليون دولار) منذ عام 1969.

- خام الحديد - كانت أستراليا ثاني أكبر مورد في العالم في عام 2015 بعد الصين حيث قدمت 824 مليون طن متري و 25٪ من الناتج العالمي.[7]
- النيكل - كانت أستراليا رابع أكبر منتج في العالم في عام 2015، وتنتج 9٪ من الإنتاج العالمي.[8]
- الألومنيوم - كانت أستراليا أكبر منتج للبوكسيت في العالم في عام 2015 (29٪ من الإنتاج العالمي)، وثاني أكبر منتج للألومينا بعد الصين.[9]
- النحاس - أستراليا كانت أكبر 5 منتج في العالم في عام 2015 [10]
- الذهب - أستراليا هي ثاني أكبر منتج بعد الصين حيث تنتج 287.3 طن متري في عام 2016، 9.2٪ من الناتج العالمي.[11]
- الفضة - في عام 2015 كانت أستراليا رابع أكبر منتج، حيث تنتج 1700 طن متري 6٪ من الناتج العالمي.[12]
- يورانيوم - أستراليا مسؤولة عن 11٪ من الإنتاج العالمي، وكانت ثالث أكبر منتج في العالم في عام 2010 بعد كازاخستان وكندا.[13]
- الماس - أستراليا لديها ثالث أكبر الودائع القابلة للاستمرار تجاريا بعد روسيا وبوتسوانا.[14][15] أستراليا أيضا تفتخر أغنى أنابيب ديامانتيفيروس مع إنتاج تصل مستويات الذروة من 42 طن متري (41 لوت / 46 ست) سنويا في 1990s.
- أوبال - أستراليا هي أكبر منتج للأوبال في العالم، وهي مسؤولة عن 95٪ من الإنتاج.[16]
- الزنك - أستراليا كانت الثانية في المرتبة الثانية بعد الصين في إنتاج الزنك في عام 2015، وإنتاج 1.58 مليون طن، 12٪ من الإنتاج العالمي.[17]
- الفحم - أستراليا هي أكبر مصدر للفحم في العالم ورابع أكبر منتج للفحم خلف الصين والولايات المتحدة والهند.[18]
- الصخر الزيتي - أستراليا لديها سادس أكبر موارد النفط الصخري المحددة.[19]
- البترول - أستراليا هي التاسعة والعشرون أكبر منتج للنفط.[20][21]
- الغاز الطبيعي - أستراليا هي ثالث أكبر منتج للغاز الطبيعي المسال في العالم وتوقع أن تكون رائدة عالميا بحلول عام 2020.
- السيليكا
- العناصر الأرضية النادرة - في عام 2015 كانت أستراليا ثاني أكبر منتج بعد الصين، مع 8٪ من الناتج العالمي.[22]

ويتم تصدير الكثير من المواد الخام المستخرجة في أستراليا إلى بلدان مثل الصين لتجهيزها إلى منتجات مكررة. وتشكل الطاقة والمعادن ثلثي إجمالي صادرات أستراليا إلى الصين وأكثر من نصف صادرات أستراليا من خام الحديد إلى الصين.

### استخراج الفحم

والفحم الاسترالي وفحم الكوك وفحم حجري الصادرات الفصلية (مليون دولار) منذ عام 1969.

يتم استخراج الفحم في كل ولاية من أستراليا ويتم استخدامه لتوليد الكهرباء ويتم تصديرها. يتم تصدير 54٪ من الفحم المستخرج في أستراليا معظمه إلى شرق آسيا وفي الفترة 2000/2001 تم استخراج 258.5 مليون طن من الفحم وصدر 193.6 مليون طن وارتفع إلى 261 مليون طن من الصادرات في الفترة 2008-2009. كما يوفر الفحم حوالي 85٪ من إنتاج الكهرباء في أستراليا. أستراليا هي المصدر الرئيسي للفحم في العالم.

### استخراج اليوارنيوم
بدأ استخراج اليورانيوم في أستراليا في أوائل القرن 20th في جنوب أستراليا وتحتوي أستراليا على 23٪ من احتياطيات اليورانيوم المقدرة في العالم. في العقود الأخيرة وازدادت المعارضة لتعدين اليورانيوم في أستراليا مما أدى إلى العديد من التحقيقات في تعدين اليورانيوم في أستراليا ويذكر ان أكبر ثلاث مناجم اليورانيوم في البلاد هي السد الاوليمبى ومنجم اليورانيوم الحارس ومنجم بيفرلى لليورانيوم ومن المتوقع إنتاج مستقبلي من منجم الهانيمون لليورانيوم ومنجم الفورميل لليورانيوم.

### الغاز الطبيعى
واستنادا إلى تقرير عام 2008 تشير تقديرات أستراليا إلى أن احتياطي الغازات تقطعت بهم السبل بحوالي 140 تريليون قدم مكعب أو ما يكفي لتلبية احتياجات مدينة يبلغ عدد سكانها مليون شخص لمدة 2800 سنة.

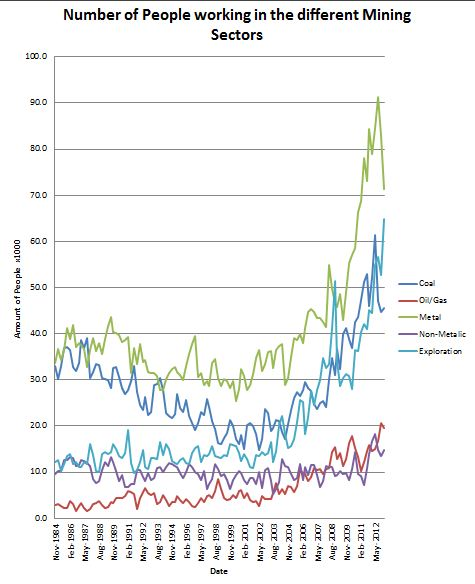
التعدين التوظيفى حسب القطاع في 1000

## رجال الأعمال والأغنياء
وفي مراحل مختلفة من تاريخ صناعة التعدين في أستراليا اكتسب مديري التعدين الفرديون والمديرون والمستثمرون ثروة كبيرة والدعاية اللاحقة في معظم الحالات يتم تعيين أفراد التعدين أو رجال الأعمال التعدين الأسترالي لها.

## اقتصاديات

مجموع العمالة في استخراج المعادن الخام (الآلاف من الناس) منذ عام 1984

مجموع العمالة في تعدين الفحم (آلاف الأشخاص) منذ عام 1984

إجمالي العمالة في استخراج النفط والغاز (آلاف الأشخاص) منذ عام 1984

ويعمل في أستراليا عدد من شركات التعدين الكبيرة المتعددة الجنسيات بما في ذلك بي بي بي بيليتون ونيوكريست ومجموعة ريو تينتو والكوا وتشالكو وشينهوا (شركة تعدين صينية) وألكان وستراتا وهناك أيضا الكثير من شركات التعدين والتنقيب عن المعادن الصغيرة المدرجة في البورصة الأسترالية (ASX) وعموما يمثل قطاع الموارد ما يقرب من 20٪ من سوق ASX من خلال رأسمالة وحوالي ثلث الشركات المدرجة.
ويسهم التعدين بنحو 5.6 في المائة من الناتج المحلي الإجمالي في أستراليا هذا هو أعلى من 2.6٪ فقط في عام 1950 ولكن من أكثر من 10٪ في وقت الاتحاد في عام 1901. وفي المقابل تساهم الصادرات المعدنية بنحو 35٪ من صادرات أستراليا. أستراليا هي أكبر مصدر للفحم في العالم (35٪ من التجارة الدولية) وخام الحديد والرصاص والماس وروتيل والزنك والزركونيوم وثاني أكبر الذهب واليورانيوم وثالث أكبر الألومنيوم. وكانت اليابان أكبر مشتر لصادرات المعادن الأسترالية في منتصف التسعينيات 
ومن البلدان المتقدمة النمو ربما في كندا والنرويج فقط، يلعب التعدين دورا هاما في الاقتصاد؛ وعلى سبيل المقارنة، يمثل التعدين في كندا حوالي 3.6٪ من الاقتصاد الكندي و 32٪ من الصادرات  وفي التعدين النرويجي الذي يهيمن عليه النفط يمثل حوالي 19٪ من الناتج المحلي الإجمالي و 46٪ من الصادرات. وبالمقارنة فإن التعدين في الولايات المتحدة لا يمثل سوى 1.6٪ من الناتج المحلي الإجمالي.
وعلى الرغم من أهميتها في التصدير فإن قطاع التعدين لا يستخدم سوى نسبة صغيرة من القوة العاملة - أي ما يقرب من 000 129 من الأستراليين يمثلون حوالي 2.2 في المائة فقط من مجموع القوة العاملة.

## التكنولوجيا والخدمات
إن تكاليف العمالة المرتفعة في أستراليا ولوائح السلامة في العالم الأول والجيولوجيا المميزة والأهمية التي توليها الحكومات والشركات المتعاقبة لأبحاث التعدين تعني أن قطاع التعدين الأسترالي متقدم تقنيا تماما. أستراليا هي أيضا موطن لشركات التكنولوجيا الأخرى التي تقدم برامج تخطيط المناجم مثل بارادين وتقود المناجم في أستراليا السوق عالميا [وفقا لمن؟] نشر برامج إدارة بيانات إنتاج المناجم مثل كورفوس التي وضعتها Intov8 بي تي واي المحدودة، والتي تعرض بيانات الإنتاج في الوقت الحقيقي من أنظمة مصادر متعددة على لوحات، ويشمل تحليل ديناميكي شامل والإبلاغ وعملية القيادة وكفاءة التكاليف على مستوى التحول كما تم تطوير نظام إدارة المنجم وإدارة المعلومات التابع لشركة «كاتربيلار» من شركة «مينستار» في مكتبها في بريسبان وتبلغ قيمة خدمات التعدين والمعدات والتصدير في أستراليا أكثر من بليوني دولار سنويا.
يقع أول مركز عمليات بعيد المدى في العالم لتشغيل مناجم ريو تينتو في بيلبرا في منطقة المطار في بيرث - مواقع المناجم العاملة والموانئ والسكك الحديدية والخدمات اللوجستية من موقع بعيد عن بعد.

## أسلوب الحياة
العديد من المناجم في المناطق النائية لديها بلدة الشركة التقليدية (على سبيل المثال روكسبي داونز أو لي كريك) أو دعم المدن التي كانت لتكون مدن الشركات مثل بروكين هيل وجبل عيسى.

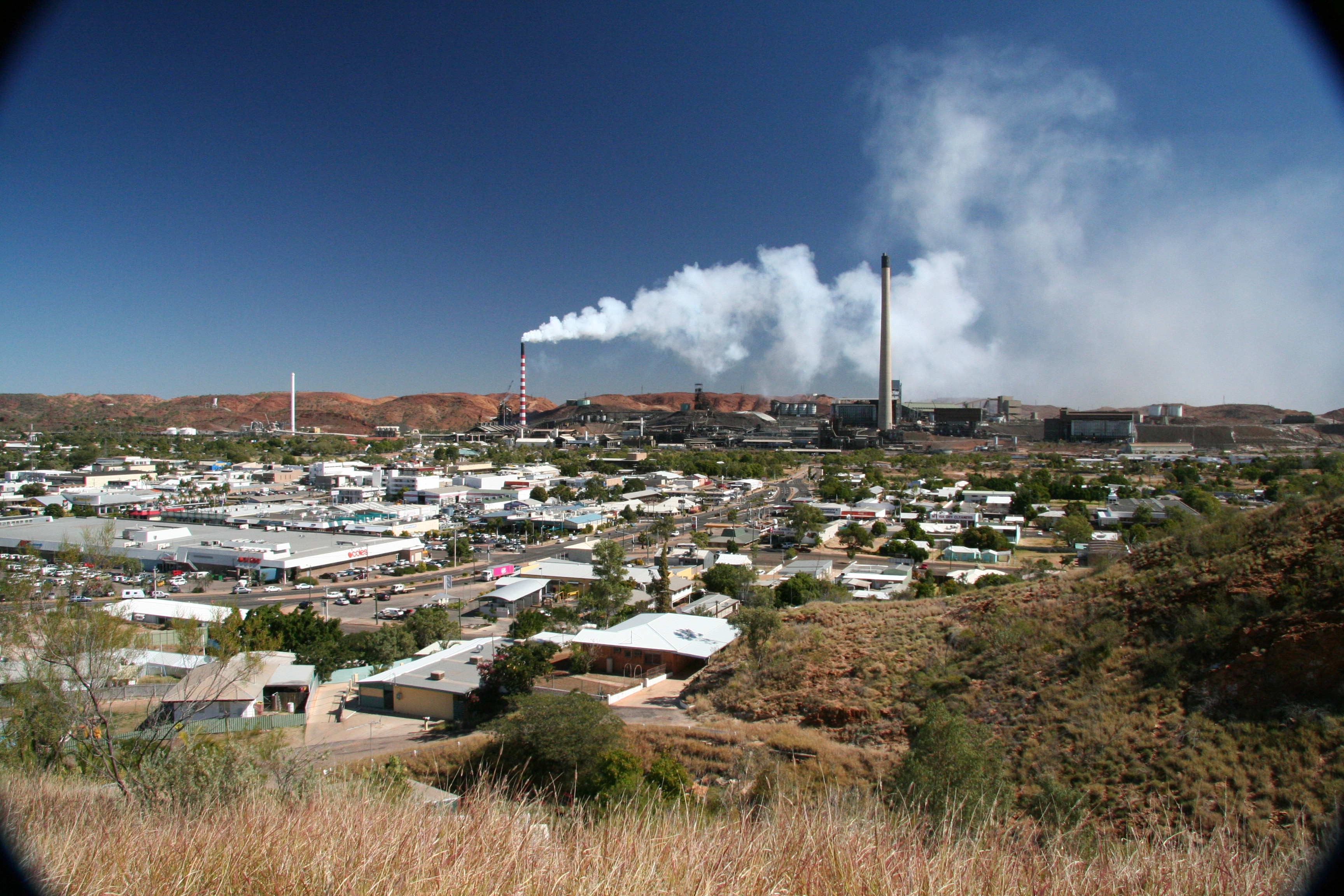
بلدة جبل عيسى محاطة برواسب معدنية شاسعة.

القوائم تختلف من شركة إلى أخرى ومن موقع إلى آخر. كل موقع لديه أشخاص على قوائم مختلفة، ويرجع ذلك أساسا إلى حقيقة أن العديد من جوانب عملية الاستخراج كلها تنفذ من قبل شركات المقاولات وأنها قد توفر ظروف عمل مختلفة. 3 أسابيع على 1 أسبوع قبالة القوائم ليست غير شائعة ويمكن أن تكون فترة العمل بعيدا، ولكن نادرا ما، لمدة أطول بكثير من 2 أو 3 أسابيع.
ومع ذلك، واعترافا من الضغوط والضغوط التي «يطير في يطير» القوائم يمكن أن كثيرا ما وضعت على حياة عمال المناجم الاجتماعية والأسرية، وفي محاولة للحفاظ على الموظفين على المدى المتوسط إلى الطويل قوائم 9 أيام العمل تليها 5 أيام قبالة («9 و 5») و 8 أيام العمل مع 6 قبالة («8 و 6») أصبحت أكثر انتشارا. ومن المعروف أن قائمة الطیران أمر طبيعي على منصات النفط البحریة (ولیس أقلھا لأن الناس لا یستطیعون أن یقضوا ھناك بشكل دائم، على عكس العدید من البلدیات التعدینیة البریة) فضلا عن مواقع المناجم الموجودة في داخل أسترالیا مثل القرن وتشالنجر وبرونزوينغ.
يتم توفير وجبات الطعام مجانا والموتيل على غرار أي نقل ذات صلة بالعمل بما في ذلك أسعار تذاكر الطيران. يتم تناول وجبة الإفطار والغداء والعشاء وجمعها من قاعة الفوضى في معسكر التعدين. وتتراوح مساحات المعيشة المتوفرة في مواقع المخيمات من منزلين محمولين بطول 4 متر إلى 6 غرف دائمة ب 8 أمتار مع حمامات داخلية. كما يتم توفير الثلاجات والأسرة المفردة والتلفزيون والكهرباء والماء مع الغرف. يحتوي كل معسكر على مرافق بار وصالة ألعاب رياضية ومعظمها يحتوي على حمامات سباحة وبعضها يحتوي على ملاعب رياضية في الهواء الطلق أو الحقول أيضا.

## البيئة والسياسة

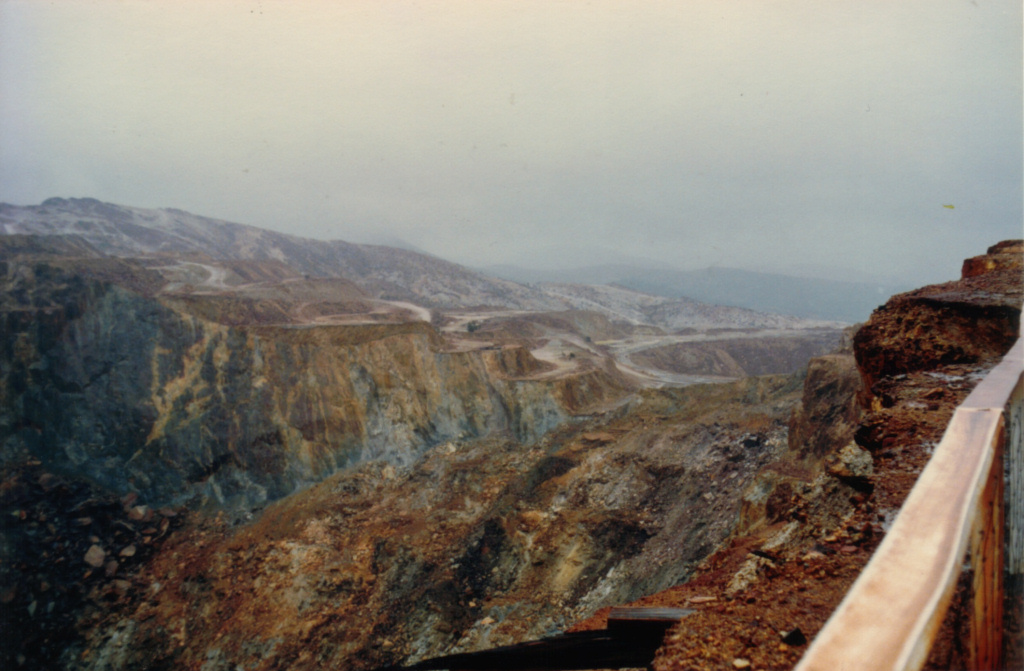
الجبال بالقرب من مدينة الملوك تسمانيا ونبذ تماما من الغطاء النباتي من خلال آثار التعدين

وقد أدى التعدين إلى تحقيق منافع اقتصادية كبيرة للبلد ولكنه كان له أيضا أثر بيئي كبير في بعض مناطق أستراليا. تاريخيا، كان الاندفاع الذهب الفيكتوري بداية للنمو الاقتصادي للبلاد، مما أدى إلى زيادات كبيرة في عدد السكان. غير أنه أدى أيضا إلى إزالة الغابات وما نجم عنها من تآكل وتلوث في المناطق التي تم استخراجها. ويمكن رؤية الآثار على المناظر الطبيعية بالقرب من بينديغو وبالارات اليوم وجبال مدينة الملوك تسمانيا كما تم رفض تماما من خلال مزيج من قطع الأشجار والتلوث من مصهر المناجم وتبقى عارية اليوم.
وقد كان استخراج اليورانيوم مثيرا للجدل ويرجع ذلك جزئيا إلى آثاره البيئية المزعومة ولكن أكثر من ذلك بسبب استخدامه النهائي للطاقة النووية والأسلحة النووية. تجدر الإشارة إلى ان حزب العمل الاسترالى، وهو أحد الاحزاب الرئيسية في أستراليا، يتبع سياسة «عدم وجود مناجم جديدة لليورانيوم». اعتبارا من عام 2006 شهدت زيادة الطلب العالمي على اليورانيوم بعض الضغوط، داخليا وخارجيا على ألب، لتغيير السياسة. وتشارك أستراليا في الجهود الدولية لمكافحة الانتشار الرامية إلى ضمان عدم استخدام اليورانيوم المصدر في الأسلحة النووية.

## الكوارث التعدين

### منجم ذهب أسترالي جديد
وكان كريزويك في حقول الذهب الفيكتوري موقع منجم جديد NO.2 الأسترالية الذهب منجم الرصاص العميقة. في الساعة 4:45 صباحا، الثلاثاء 12 ديسمبر 1882، أصبح 29 من عمال المناجم محاصرين تحت الأرض بمياه الفيضانات التي جاءت من رمح الألغام رقم 1 الذي غمرته المياه المغمورة بالمياه ولم ينج سوى خمسة رجال وجلبوها إلى السطح على الرغم من يومين من ضخ المياه من المنجم وقام الرجال المحاصرون بتدوين الملاحظات الأخيرة لأحبائهم على علب بيلي قبل أن يغرقوا وقد تم الاحتفاظ بعض هذه ولا تزال تحمل الرسائل. الرجال الذين لقوا حتفهم تركوا 17 أرملة و 75 من الأطفال المعالين.

### جبل كيمبلا
في عام 1883 تم فتح منجم للفحم بالقرب من جبل كيمبلا في منطقة إيلاوارا في نيو ساوث ويلز. في عام 1902 كان هناك انفجار في المنجم و 96 رجلا وفتى فقدوا حياتهم سواء أثناء العمل أو في محاولة لإنقاذ حياة الآخرين. فقدت كل عائلة في القرية أحد أقاربها. وتقام سنويا احتفالية في 31 يوليه في كنيسة جبل كيمبلا التذكارية للجنود والمناجم وهذه هي أسوأ كارثة تعدين في تاريخ أستراليا.

### بالمين كوليري
يقع بالمين كوليري في بيرشغروف، نيو ساوث ويلز وأنتج الفحم من 1897 حتى 1931 والغاز الطبيعي حتى عام 1945. وخلال هذه الفترة، فقد 10 من عمال المناجم حياتهم في ثلاث حوادث منفصلة:
1900
في 17 مارس 1900 مات ستة عمال المناجم على عمق 1.424 قدم عندما تمايلا الدلو ونتيجة لهذا الحادث تم تعديل قانون التعدين لتوفير القضبان التوجيهية في مهاوي لمنع تأرجح دلو أو الانقلاب.
1932
بعد عام من إغلاق المنجم نتيجه لـ أنابيب الغاز الطبيعي أثناء غرق الحفرة قتل رجلان عندما أشعل الغاز وانفجر.
1945
في 20 أبريل 1945 تم إجراء اختبار بدائي الذي أشعل الغاز المسرب وتسبب في انفجار تحت الختم وقتل مدير الشركة ورجلان في الحادث وأصيب رجلان آخران.

### شمال جبل ليل
وفي 12 أكتوبر 1912 تسبب حريق شمال جبل ليل في مقتل 42 من عمال المناجم وطلب نقل جهاز التنفس من المناجم الفيكتورية بسرعة كبيرة لإنقاذ عمال المناجم المحاصرين وكانت اللجنة الملكية اللاحقة غير حاسمة فيما يتعلق بالقضية

### جبل موليجان
وقعت كارثة منجم مونت موليجان عام 1921 في شمال كوينزلاند. وقتل انفجار غبار الفحم خمسة وسبعين رجلا.

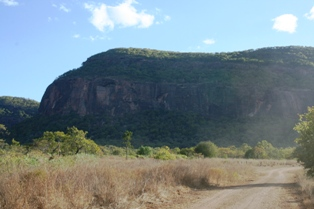
جبل موليجان أقصى شمال أرض الملوك

### مورا
وقعت أربعة حوادث خطيرة في مناجم بلدة مورا بوسط كوينزلاند. وأدى الحادث الأول إلى مقتل 13 رجلا في سبتمبر 1975. وفي يوليه 1986 وقع انفجار في مورا رقم 4 منجم. فقد 12 من عمال مناجم الفحم حياتهم في هذه الكارثة التي اثارت جدلا بعد ان ادعى الخبراء ان الحادث يمكن تجنبه. وقتل انفجار آخر رجلين في يناير 1994 وبعد ثمانية أشهر فقط وقع انفجار آخر في أعماق الأرض أسفر عن مقتل 11 رجلا .

### برونزيوينغ
وفي 26 يونيه 2000 في منجم برونزيوينغ الذهبي في غرب أستراليا (400 كيلومتر من كالغورلي)، كسر 000 18 متر مكعب من الطين الرمل والحمأة والطين والصخور عبر جدار تخزين. وقتل اثنان من الرجال (تيموثي لي بيل، 21 عاما، شين هاميل، 45 عاما)، بينما فر ثمانية من «الحادث». استغرق الأمر أكثر من شهر لاسترداد الرجال من الموقع.

### بيكونزفيلد

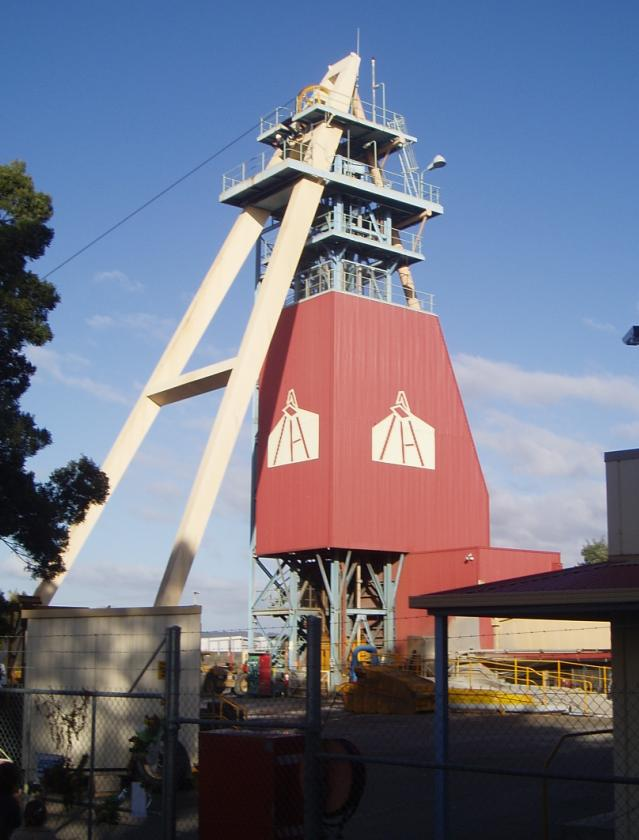
المقر الرئيسى بالقرب من بياكونسفيلد منجم الذهب داخل تاسمانيا.

وفي 25 أبريل 2006 انهار جزء من منجم ذهب تحت الأرض في بيكونسفيلد في تسمانيا وقتل أحد عمال المناجم لاري نايت بسبب سقوط الصخور واثنان آخران هما برانت ويب وتود راسل محاصران مما أدى إلى مهمة إنقاذ استغرقت أسبوعين لإخراجهما حيا.

### بولي
1887
في الساعة 2.30 مساء يوم 23 مارس 1887 أسفر انفجار وقع في منجم بول في نيو ساوث ويلز عن مقتل 81 شخصا. وقد تم تشكيل لجنة خاصة للتحقيق في الانفجار وخلصت إلى:.
هذا الانفجار الغاز نشر انفجار غبار الفحم وسافر نحو الهواء النقي على السطح. ورأت اللجنة أيضا أن النائب، أوفرمان وبدرجة أقل المدير، كانوا جميعا مذنبين بالمساهمة في الإهمال .
1965
. في 9 نوفمبر 1965 أشعل جيب من الغاز في لوحة على بعد مئات الأمتار من العمود الرئيسي وقتل أربعة من عمال المناجم. وعملت عشرة فرق انقاذ تعدين ومحطة انقاذ جنوب المناجم طوال الليل لاخماد الحريق.

### المنجم المربع
في منجم المربع في سوانبانك، جنوب شرق ولاية كوينزلاند، فقد 17 من عمال المناجم بعد وقوع انفجار الغاز تحت الأرض في 31 يوليو 1972. وتوفي رجل آخر متأثرا بجروح أصيب بها في الانفجار. وأغلقت أفواج نفق المناجم وأغلق المنجم بعد فترة وجيزة.

## التعدين الأسترالي في الأدب والفن والسينما
- هنري لوسون ماتي والده بينما بيلي بولز 1896 (قصة قصيرة)
- ملكة النيكل استنادا إلى طفرة النيكل الغربية الأسترالية في أواخر 1960s
- كولين ثيل والنار في الحجر (كتاب الذي أصبح فيلم)
- ويندي ريتشاردسون وويندي جولي 1989 العملة الصحافة (مسرحية)
- كونال فيتزباتريك Kembla- كتاب الأصوات 2002 كمبلاوارا بريس (شعر) (ردمك 0-9581287-0-7)
- كريف ستندرس وريد دوغ (فيلم 2011 استنادا إلى القصة الحقيقية).

## روابط خارجية
- "Australian Atlas of Mineral Resources, Mines & Processing Centres". Geoscience Australia. مؤرشف من الأصل في 2020-03-11. اطلع عليه بتاريخ 2006-06-06.
- Minerals Council of Australia
- WA’s mining boom: where does it leave the environment?
- Australian Mining
- interactive map of oil and gas infrastructure